# U-669
Unterseeboot 669 foi um submarino alemão do Tipo VIIC, pertencente a Kriegsmarine que atuou durante a Segunda Guerra Mundial.

## Comandantes
| Comandante          | Data                                           |
| ------------------- | ---------------------------------------------- |
| Oblt. (R) Kurt Köhl | 16 de dezembro de 1942 - 7 de setembro de 1943 |

## Subordinação
Durante o seu tempo de serviço, esteve subordinado às seguintes flotilhas:
| Período                                     | Flotilha                                  |
| ------------------------------------------- | ----------------------------------------- |
| 16 de dezembro de 1942 - 31 de maio de 1943 | 5. Unterseebootsflottille (treinamento)   |
| 1 de junho de 1943 - 7 de setembro de 1943  | 1. Unterseebootsflottille (serviço ativo) |